# میشل ژیراردون
میشل ژیراردون (فرانسوی: Michèle Girardon‎؛ ‏ ۹ اوت ۱۹۳۸ – ۲۵ مارس ۱۹۷۵) بازیگر اهل فرانسه بود.
از فیلم‌ها یا برنامه‌های تلویزیونی که وی در آنها نقش داشته‌است می‌توان به هزینه گزافی برای جانم خواهم داد، هاتاری!، عشاق، هفت گناه کبیره و بی‌غیرت ارجمند اشاره کرد.
وی در سن ۳۶ سالگی دست به خودکشی زد. به نظر می‌رسد دلیل خودکشی وی، جدایی از همسر سابق خود خوزه لوئیس د ویلایونگا بوده باشد. او با اووردوز (Overdose) قرص خواب و در شهر لیون فرانسه به زندگی خود پایان داد.